# Danger Mouse (videojuego de ZED)
Danger Mouse, es un videojuego desarrollado por ZED Mobile y publicado por ZED Worldwide SA en abril de 2011 para Teléfonos móviles exclusivamente en Estados Unidos. Es el quinto videojuego basado en los dibujos animados de los ochentera Danger Mouse.

## Argumento
El Barón Greenback ataca de nuevo y está en manos de Danger Mouse, el mejor agente secreto del mundo y Ernest Penfold, su tímido, pero leal compañero, detener al pérfido Barón y sus malvados planes antes de que sea demasiado tarde. Este contenido tiene una prueba gratis temporal que le brida al usuario acceso libre al contenido por un período limitado.